# Leebotwood
Leebotwood – wieś w Anglii, w hrabstwie Shropshire. Leży 14 km na południe od miasta Shrewsbury i 218 km na północny zachód od Londynu.